# Dayah Muara Garot
Dayah Muara Garot is een bestuurslaag in het regentschap Pidie van de provincie Atjeh, Indonesië. Dayah Muara Garot telt 1408 inwoners (volkstelling 2010).